# Staatspräsident Venezuelas
Der Staatspräsident Venezuelas ist das Staatsoberhaupt Venezuelas und der Vorsitzende der venezolanischen Regierung. Er wird für einen Zeitraum von 6 Jahren gewählt und kann nach einem Referendum über die venezolanische Verfassung im Jahr 2009 unbeschränkt oft kandidieren. Davor konnte der Präsident höchstens einmal wiedergewählt werden.
Es ist vorgesehen, dass der Präsident nach einer Wahl innerhalb von 30 Tagen von der Nationalversammlung vereidigt wird. Als weitere Möglichkeit gäbe es, dass der Präsident sich vom Obersten Gericht vereidigen lässt. Dabei ist der Zeitraum in der Verfassung nicht limitiert. Jedoch ist es in Rechtskreisen unklar, ob dieses Verfahren auch rechtmäßig wäre. 
Sollte der Präsident sterben oder ist er nicht vereidigt worden, ist in der Verfassung vorgesehen, dass der Präsident der Nationalversammlung interim die Geschäfte des Präsidenten übernimmt und binnen 30 Tagen Neuwahlen organisiert.
Jedoch wurde nach der Präsidentschaftswahl in Venezuela 2012, als Hugo Chávez zu seiner Amtseinführung nicht erschienen und gestorben ist, nicht der Präsident der Nationalversammlung interim eingesetzt, sondern der Vizepräsident Nicolás Maduro vereidigt. Der Oberste Gerichtshof hat diese Praxis anerkannt.